# Mercedes Margalot
María Mercedes Margalot (née le 28 juin 1975 à Buenos Aires) est une joueuse de hockey sur gazon argentine.

## Carrière
Avec l'équipe d'Argentine de hockey sur gazon féminin, elle est médaillée d'argent  aux Jeux olympiques d'été de 2000 et médaillée de bronze aux Jeux olympiques d'été de 2004 et aux Jeux olympiques d'été de 2008. Elle remporte aussi la Coupe du monde en 2002.